# Asoka de Silva (jurist)
Asoka de Silva (17 mei 1946) is een Sri Lankaans jurist. Hij begon zijn loopbaan als advocaat en werkte daarna twintig jaar voor het Openbaar Ministerie. Daarna was hij rechter voor het Hof van Beroep, het Hooggerechtshof en vervolgens het Rwanda-tribunaal in Tanzania. In 2009 werd hij benoemd tot rechter-president van het hooggerechtshof waardoor hij sindsdien de hoogste rechter is van zijn land.

## Levensloop
De Silva studeerde in 1971 af aan de Universiteit van Peradeniya en ging het jaar erop aan het werk als advocaat in zaken die dienden aan het hooggerechtshof. Hiernaast studeerde hij vanaf 1983 verder aan de Universiteit van Colombo en behaalde hier in 1984 een mastergraad in bestuursrecht. Verder behaalde hij nog een diploma op het gebied van criminologie aan de Universiteit van Illinois in de VS.
Vanaf 1984 werkte hij als juridisch adviseur voor het Openbaar Ministerie. Na hier meer dan twintig jaar te hebben gewerkt, werd hij in oktober 1995 benoemd tot rechter van het Hof van Beroep. In februari 2001 werd hij daarnaast president van dit Hof. Nog in augustus van hetzelfde jaar ging hij verder als rechter voor het hooggerechtshof.
In 2004 trad hij aan als rechter voor het Rwanda-tribunaal in Arusha in Tanzania. Hierna keerde hij terug naar Sri Lanka waar hij in juni 2009 door president Mahinda Rajapaksa werd benoemd tot rechter-president van het hooggerechtshof. Daarnaast is hij lid van het Judges and Magistrates Vetting Board, een raad die in Kenia is ingesteld om het vertrouwen in de juridische macht te herstellen.